# Silver Clef Award
Il Silver Clef Award è un prestigioso premio che viene consegnato annualmente dal 1976 ad artisti della scena musicale rock del Regno Unito che si sono distinti per l'eccezionale contributo alla musica.
L'attribuzione del riconoscimento si svolge sotto il patrocinio del Nordoff-Robbins Music Therapy, una istituzione inglese che cura le disfunzioni fisiche e mentali con l'aiuto della musicoterapia.

## Albo d'oro
- 1976 - The Who
- 1977 - Genesis
- 1978 - The Shadows
- 1979 - Elton John
- 1980 - Pink Floyd
- 1981 - Status Quo
- 1982 - The Rolling Stones
- 1983 - Eric Clapton
- 1984 - Queen
- 1985 - Dire Straits
- 1986 - Phil Collins
- 1987 - David Bowie
- 1988 - Paul Mc Cartney
- 1989 - George Michael
- 1990 - Robert Plant (Led Zeppelin)
- 1991 - Rod Stewart
- 1992 - Def Leppard
- 1993 - Eric Clapton
- 1994 - Sting
- 1995 - Take That
- 1996 - Wet Wet Wet
- 1997 - Elvis Costello
- 1998 - Jamiroquai
- 1999 - M People
- 2000 - Eurythmics
- 2001 - Tom Jones
- 2002 - Dido
- 2003 - Coldplay
- 2004 - Morrissey
- 2005 - The Who
- 2006 - Ozzy Osbourne & Sharon Osbourne
- 2007 - Paul Weller
- 2008 - Oasis
- 2009 - Take That
- 2010 - Muse
- 2011 - Annie Lennox
- 2012 - Kylie Minogue
- 2013 - The Clash
- 2014 - Jimmy Page
- 2015 - Iron Maiden
- 2016 - Lionel Richie
- 2017 - Shirley Bassey
- 2018 - Roger Waters
- 2019 - Ed Sheeran
- 2023 - Stormzy
- 2024 - Blur